# Tsiombe
Tsiombe – miasto w południowej części Madagaskaru, w regionie Androy. W 2005 roku liczyło 29 027 mieszkańców.
Przez miasto przepływa rzeka Manambovo. Położone jest 30 km na północ od przylądka Tanjona Vohimena, najbardziej na południe wysuniętego punktu Madagaskaru.
Przez miasto przebiega droga Route nationale 10.